# Florești (Prahova)
Floreşti é uma comuna romena localizada no distrito de Prahova, na região de Muntênia. A comuna possui uma área de 29.63 km² e sua população era de 7610 habitantes segundo o censo de 2007.